# Amphalius tianshanensis
Amphalius tianshanensis är en loppart som beskrevs av Yu Xin, Ye Ruiyu et Xie Xinchu 1987. Amphalius tianshanensis ingår i släktet Amphalius och familjen fågelloppor. Inga underarter finns listade i Catalogue of Life.